# هو القرصان
هو القرصان (بالإنجليزية: He's a Pirate)‏ هي موسيقى من تأليف كلوس بادلت وهانس زيمر في سنة 2003 لأفلام ديزني قراصنة الكاريبي، تم إظهارها لأول مرة في فيلم قراصنة الكاريبي: لعنة اللؤلؤة السوداء وتم إنشاء ألبوم بعنوانها. تم عزفها من موسيقيين كثيرين مثل تييستو في سنة 2006 و تايلور ديفيس في سنة 2013.